# Nevada (film, 2019)
Pour les articles homonymes, voir Nevada (homonymie).
Pour plus de détails, voir Fiche technique et Distribution.
Nevada (The Mustang) est un film américano-franco-belge réalisé par Laure de Clermont-Tonnerre, sorti en 2019.
Co-écrit par Laure de Clermont-Tonnerre, Mona Fastvold et Brock Norman Brock (en), le film est interprété par Matthias Schoenaerts, Jason Mitchell, Gideon Adlon, Connie Britton et Bruce Dern.

## Synopsis
Incarcéré dans une prison du Nevada, Roman n’a plus de contact avec l’extérieur ni avec sa fille. Pour tenter de le sortir de son mutisme et de sa violence, on lui propose d’intégrer un programme de réinsertion sociale grâce au dressage de chevaux sauvages. Aux côtés de ces mustangs aussi imprévisibles que lui, Roman va peu à peu apprendre à se contrôler et à surmonter son passé.

## Fiche technique
- Titre original : The Mustang
- Titre français : Nevada
- Réalisation : Laure de Clermont-Tonnerre
- Scénario : Brock Norman Brock, Mona Fastvold et Laure de Clermont-Tonnerre
- Photographie : Ruben Impens
- Montage : Géraldine Mangenot
- Musique : Jed Kurzel
- Direction artistique : Molly Bailey
- Décors : Laurel Frank et Nova May
- Costumes : April Napier
- Production : Alain Goldman, co-production : Cédric Iland, Nadia Khamlichi et Adrian Politowski
- Producteur exécutif : Robert Redford
- Sociétés de production : Légende Films, Umedia et Nexus Factory
- Sociétés de distribution : Focus Features (Etats-Unis), Ad Vitam Distribution (France)
- Genre : drame
- Durée : 96 minutes
- Dates de sortie : 
  -  États-Unis : 31 janvier 2019 (Festival de Sundance), 15 mars 2019 (sortie limitée)
  -  France : 19 juin 2019

## Distribution
- Matthias Schoenaerts : Roman
- Jason Mitchell : Henry
- Gideon Adlon : Martha
- Bruce Dern : Myles
- Josh Stewart : Dan
- Thomas Smittle : Tom
- Keith Johnson : Elijah
- Noel Gugliemi : Roberto
- Connie Britton : la psy

## Accueil

### Critiques
Le site Allociné recense une moyenne des critiques presse de 3,6/5.
Pour Le Figaro, « la réalisatrice fait vivre un monde très crédible, qui possède à la fois les pesanteurs du drame de prison et le souffle emportant d’un western lyrique ». Pour Première, « Nevada n’est pas qu’un film de prison de plus ou le simple témoignage de convictions humanistes et écolo. C’est peut-être l’acte de naissance d’une future grande cinéaste ».

## Distinctions

### Récompense
- Prix Lumières de la presse internationale 2020 : Meilleur premier film

### Sélections
- Festival du film de Sundance 2019 : sélection hors compétition
- Festival international du film policier de Beaune 2019 : sélection en compétition sang neuf